# Telok Ayer
Telok Ayer – stacja podziemna Mass Rapid Transit (MRT) na Downtown Line w Singapurze. Znajduje się 10 minut pieszo od Raffles Place.